# Benjamín Kuščević
Benjamín Kuščević Jaramillo (Santiago, 2. svibnja 1996.) čileanski je nogometaš i reprezentativac koji igra na poziciji braniča. Trenutačno igra za brazilsku Fortalezu.

## Klupska karijera

### Universidad Católica
Kuščević je 2011. godine stigao u omladinski pogon Universidad Católice iz Unión Española. Svoj prvi profesionalni ugovor potpisao je 2013. godine, a debitirao je 18. svibnja 2014. godine u Čileanskom kupu.

### Posudba u Real Madridu
Dana 29. travnja 2014. godine, Kuščević je otišao na jednogodišnju posudbu u španjolskog velikana Real Madrid. Tamo je igrao u omladinskom pogonu kluba, ali se nije dugo zadržao, pa je uslijedio povratak u Čile.

### Povratak u Universidad Católicu
Dana 6. veljače 2016., Kuščević je upisao prvi seniorski nastup za Universidad Católicu u ligaškoj utakmici protiv Universidad Concepción.

### Palmeiras
Dana 4. studenoga 2020., Kuščević je potpisao petogodišnji ugovor sa brazilskim prvoligašem Palmeirasom.

## Reprezentativna karijera
Pošto ima hrvatske gene, mogao je birati između Hrvatske i Čilea. Prvi poziv je stigao iz čileanske reprezentacije, čiji je poziv prihvatio i počeo je nastupati za njihove mlađe selekcije.
Ubrzo je uslijedio poziv za seniorsku momčad za utakmice protiv Srbije i Poljske, no u tim utakmicama nije zabilježio nastup. Prvi nastup za seniore upisao je 20. studenoga 2018. u prijateljskoj utakmici protiv Hondurasa, ušavši s klupe umjesto Gary Medela.

## Priznanja

### Klupska
Universidad Católica
- Prvak Čilea (5): 2015./16, 2016./17., 2018., 2019., 2020.
- Čileanski superkup (2): 2016., 2019.

Palmeiras
- Copa Libertadores (2): 2020., 2021.
- Brazilski kup (1): 2020.
- Recopa Sudamericana (1): 2022.
- Campeonato Paulista (1): 2022.

## Vanjske poveznice
- Benjamín Kuščević na transfermarkt.com (engl.)
- Benjamín Kuščević na soccerway.com (engl.)